# Erling Olsen
Erling Heymann Olsen (ur. 18 kwietnia 1927 w Kopenhadze, zm. 27 czerwca 2011) – duński polityk, ekonomista i nauczyciel akademicki, minister, długoletni poseł do Folketingetu i jego przewodniczący od 1994 do 1998.

## Życiorys
Kształcił się w duńskiej szkole w Lund, w 1953 ukończył studia ekonomiczne na Uniwersytecie Kopenhaskim. Pracował jako urzędnik ministerstwa finansów, a od 1958 na macierzystej uczelni, na której się doktoryzował. W 1970 objął na niej stanowisko profesora. W tym samym roku powołany na rektora powstającego wówczas Uniwersytetu w Roskilde, funkcję tę pełnił do 1973, po czym do początku lat 80. był profesorem na tej uczelni. W 2010 otrzymał tytuł doktora honoris causa Uniwersytetu w Roskilde.
Był długoletnim działaczem duńskich socjaldemokratów. W latach 1964–1966, 1971–1973 i 1975–1998 sprawował mandat deputowanego do Folketingetu. W latach 1978–1982 zajmował stanowisko ministra ds. mieszkalnictwa, a od 1993 do 1994 był ministrem sprawiedliwości. Karierę polityczną zakończył, sprawując w latach 1994–1998 urząd przewodniczącego duńskiego parlamentu.